# フランク・コリソン
フランク・コリソン（Frank Collison,  1950年2月14日 - ）は、アメリカ合衆国の俳優、声優である。

## 来歴
1950年、イリノイ州エバンストンに生まれる。母親は演出家、英語教師、評論家で、父親は俳優、スピーチ・セラピスト、脚本家だった。母親と父親の影響で、幼い頃から舞台に立ち、演劇に親しんだ。サンフランシスコ州立大学で演劇を本格的に学び、カリフォルニア大学サンディエゴ校で演技を学んだ後は俳優として活動するまで、学校の代理教師や森林火災の消防隊員などで生計を立てていた。しばらくしてからオフ・ブロードウェイや地方舞台などで徐々に頭角を現していき、1985年に『マッドドッグ・ジョー/ 覆面レスラーの正体を暴け!』で劇場映画デビュー。その後は個性派俳優としてコンスタントにテレビ、映画へのキャリアを重ねてコーエン兄弟の『オー・ブラザー!』やM・ナイト・シャマランの『ハプニング』、テレビドラマでは『ドクタークイン 大西部の女医物語』等の出演作が近年では知られている。

### 私生活
2005年に女優のLaura Gardnerと結婚した。

## 出演作品

### 映画
- マッドドッグ・ジョー/ 覆面レスラーの正体を暴け! Grunt! The Wrestling Movie (1985)
- The Compleat Al (1985) ※テレビ映画
- ブービートラップ Wired to Kill (1986)
- アメリカン・パロディ・シアター Amazon Women on the Moon (1987)
- 殺意の大地 Into the Homeland (1987) ※テレビ映画
- ブロブ/宇宙からの不明物体 The Blob (1988)
- エルヴァイラ Elvira: Mistress of the Dark (1988)
- エイリアン・ネイション Alien Nation (1988)
- Why Me? (1990)
- ワイルド・アット・ハート Wild at Heart (1990)
- バックストリート・ドリームズ Backstreet Dreams (1990)
- モブスターズ/青春の群像 Mobsters (1991)
- ラスト・ボーイスカウト The Last Boy Scout (1991)
- バーチャル・ウォーズ The Lawnmower Man (1992)
- Keep the Change (1992) ※テレビ映画
- ミッドナイト・スティング Diggstown (1992)
- タイムアクセル12:01 12:01 (1993) ※テレビ映画
- A Formula for Mayhem (1993)
- デッド・コネクション Dead Connection (1994)
- S.F.W. (1994)
- It Runs in the Family (1994)
- バディ Buddy (1997)
- Dr. Quinn Medicine Woman: The Movie (1999) ※テレビ映画
- オー・ブラザー! O Brother, Where Art Thou? (2000)
- Camouflage (2001)
- A Crack in the Floor (2001)
- 光の旅人 K-PAX K-PAX (2001)
- マジェスティック The Majestic (2001)
- スプリングガーデンの恋人 Hope Springs (2003)
- オーシャン・オブ・ファイヤー Hidalgo (2004)
- 隣のヒットマンズ 全弾発射 The Whole Ten Yards (2004)
- ヴィレッジ The Village (2004)
- サスペクト・ゼロ Suspect Zero (2004)
- コールバック Callback (2005)
- デスクロウ Voodoo Moon (2006) ※テレビ映画
- ハプニング The Happening (2008)
- Pants on Fire (2008)
- メタルヘッド Hesher (2010)
- Radio Free Albemuth (2010)
- ヒッチコック Hitchcock (2012)

### テレビシリーズ
- ヒルストリート・ブルース Hill Street Blues (1986)
- Hunter (1986)
- こちらブルームーン探偵社 Moonlighting (1986)
- 探偵マイク・ハマー Mike Hammer (1987)
- マトロック Matlock (1987)
- Night Court (1988)
- The Bronx Zoo (1988)
- バード事件簿 Gabriel's Fire (1990)
- Jake and the Fatman (1991)
- タイムマシーンにお願い Quantum Leap (1991)
- My Life and Times (1991)
- 新スタートレック Star Trek: The Next Generation (1991)
- Johnny Bago (1993)
- ドクタークイン 大西部の女医物語 Dr. Quinn, Medicine Woman (1993 - 1998)
- スタートレック:ディープ・スペース・ナイン Star Trek: Deep Space Nine (1993)
- カリフォルニア California (1997)
- NYPDブルー NYPD Blue (1997, 2003)
- セブンスヘブン 7th Heaven (1999)
- カーニバル Carnivàle (2003, 2005)
- 名探偵モンク Monk (2004)
- Invasion -インベイジョン- Invasion (2005)
- マイネーム・イズ・アール My Name Is Earl (2005, 2007, 2008)
- スターゲイト アトランティス Stargate: Atlantis (2006)
- グッドラックチャーリー Good Luck Charlie (2011, 2012, 2013)
- Luck (2012)
- Eagleheart (2012)
- クリミナル・マインド FBI行動分析課 Criminal Minds (2013)

### テレビアニメ
- ミスター・ピクルス Mr. Pickles (2013)

### ビデオゲーム
- Gun (2005)
- Guild Wars 2 (2012)
- Tomb Raider (2013)

## 参照
1. ↑  http://www.filmreference.com/film/73/Frank-Collison.html
2. 1 2 3 4  “Frank Collison Biography”. 2014年7月14日閲覧。